# 森晴秀
森 晴秀（もり はるひで、1933年11月22日 - 2012年7月7日）は、英文学者、神戸大学名誉教授。
1956年神戸大学文学部英文科卒、1963年大阪大学大学院文学研究科英文学博士課程中退。1978年「D・H・ロレンス研究 長編小説の構造と文体」で大阪大学より文学博士。神戸大学教養部助教授、教授。1994年定年退官、名誉教授。広島女学院大学教授を経て、京都女子大学教授、2006年退職。英国小説、比較文学。
2012年7月7日に下咽頭がんのため死去。

## 著書
- 『ロレンスの舞台 長編小説の文体と構造』山口書店 1978
- 『神戸を語るえとらんぜ 神戸-日本-世界 森晴秀・対談集』神戸新聞出版センター 1982
- 『駒子の唇』山口書店 1993
- 『デイヴィッド・ロッジの小説世界 意識のポリフォニー、堕とされる権威』音羽書房鶴見書店 2010

## 編著
- 『D.H.ロレンス』山口書店 1980 (現代英米文学セミナー双書)
- 『世界の教育・日本の教育 日本の教育を良くするために 上月教育財団援助による現地調査報告』山口書店 1992
- 『風景の修辞学 英米文学における風景や情景-その描写の謎を探る』英宝社 1995

## 記念論集
- 『テクストの地平 森晴秀教授古稀記念論文集』富山太佳夫,加藤文彦,石川慎一郎編 英宝社 2005

## 参考
- 森晴秀教授略歴及び著作目録 (森晴秀教授退任記念号) 「英文学論叢」2006
- 森晴秀先生年譜（神戸大学石川慎一郎研究室）